# Linding Å
Linding Å er en omkring 9 km lang å der har sit udspring ved sammenløbet af nogle bække omkring Horne omkring 12 km nord for Varde. Den har undgået de mange reguleringer, som andre åstrækninger har været udsat for. Åen slynger sig mod syd til Varde Å som den løber ud i nordøst for Sig.
Linding Å er 3-6 meter bred, og løber ud i Varde Å fra nordsiden. Åen er kendt som godt fiskevand, fordi der er en frisk til jævn strøm og gode gydemuligheder for fisk. Åen er ureguleret og har derfor mange sving og høller og på flere strækninger er der stryg med hurtigstrømmende vand og derfor grusbund, som laksefisk godt kan lide at gyde ved.

## Dyreliv
I Linding Å kan man møde næsten alle ferskvandsfiskearter i Danmark. Der udsættes lakse- og havørredyngel i vandløbet. Vardelaks-stammen gyder formentlig i Linding Å og ellers kommer vandløbet til at nyde godt af snæbel-projektet, der skal sikre snæbelens overlevelse i Varde Å. Af andre fisk kan nævnes strømskalle og stalling. Der er registreret oddere i Linding Å-systemet

## Fredninger
Linding Å og arealer langs den, i alt 106 hektar, blev fredet i 1965; det var strækningen fra Varde Å og opstrøms til Stokbæk for at undgå ændringer af det naturlige løb, vandstandssænkning, opstemning og etablering af dambrug. Overfredningsnævnet fandt at ikke bare åløbet, men hele ådalen i en bredde af 150-300 m skulle fredes på grund af ådalens karakter og uberørthed. De fredede arealer skal dog vedblive at være landbrugsjord.
Syd for åen ligger Nørholm Hede og Skov på næsten 1000 ha, som også er fredet. Nord for åen ligger Linding Mølledam ved Stokbæk – den er fredet i 1966.

## Eksterne kilder og henvisninger
- Linding Å på fredninger.dk

55°41′N 8°35′Ø / 55.68°N 8.59°Ø